# Antonie
Antonie je ženské křestní jméno latinského původu, jeho význam je (stejně jako u jeho mužského protějšku – jména Antonín) „náležící k rodu Antoniů“. Další význam je též přední, čelní, vynikající. Zkráceně, familiérně či slangově též Tonča, Tonička, Antonička.
V českém občanském kalendáři má svátek 12. června. Ve slovenském potom 6. ledna.

## Statistické údaje
Následující tabulka uvádí četnost jména v ČR a pořadí mezi ženskými jmény ve srovnání dvou roků, pro které jsou dostupné údaje MV ČR – lze z ní tedy vysledovat trend v užívání tohoto jména:
| Rok       | Četnost     | Pořadí   |
| 1999      | 12112       | 83.      |
| 2002      | 10868       | 84.      |
| Porovnání | o 1248 méně | o 1 hůře |
| 2006      | 8634        | 90.      |

Změna procentního zastoupení tohoto jména mezi žijícími ženami v ČR (tj. procentní změna se započítáním celkového úbytku žen v ČR za sledované tři roky 1999-2002) je -9,6%, což svědčí o značném poklesu obliby tohoto jména.

## Slavné nositelky jména
- Antonie Brandeisová, česká malířka
- Antonia Mesina, panna a mučednice
- Antonie Nedošínská, česká herečka
- Antonie Hegerlíková, česká herečka
- Antonie Reissová, druhá žena F. L. Čelakovského
- Tonya Graves, americká zpěvačka
- Antónia Lišková, slovensko-italská herečka

## Fiktivní postavy
- Tonička Bolavá je postava z knih Terryho Pratchetta

## Filmografie
- My Antonia je americký film z r. 1995